# Alfredo Ferraz
Alfredo Ferraz   (8 de novembre de 1901 - 16 de setembre de 1960) fou un jugador portuguès de billar de la dècada de 1930.
Nascut a l'illa de Madeira, va estudiar a Lisboa on adquirí la passió pel billar a la Sociedade de Billard do Rossio. Va aconseguir els seus majors èxits en les modalitats de carambola lliure i del quadre. Va jugar la seva primera Copa del Món en lliure a Barcelona el 1930, on fou tercer darrera l'egipci Edmond Soussa i Théo Moons de Bèlgica. Un any després va vèncer a Soussa al Concurs International de Fantasia Clàssica.

## Palmarès
Font:
- Campionat del Món de billar de carambola lliure:  1930  1933, 1938  1930
- Campionat del Món de billar artístic:  1931
- Campionat del Món de billar de carambola quadre 71/2:  1939
- Campionat del Món de billar pentatló:  1936
- Campionat del Món de billar a una banda:  1934
- Campionat d'Europa de billar de carambola quadre 71/2:  1948
- Campionat d'Europa de billar a tres bandes:  1939